# 安曇野市総合体育館
安曇野市総合体育館（あづみのしそうごうたいいくかん）は長野県安曇野市にある屋内スポーツ施設である。愛称は、「ANCアリーナ」。ミズノ・安曇野市スポーツ協会・A&Sグループが指定管理者となっている。

## 概要
2017年に新総合体育館整備基本計画を策定、建設事業費は約38億5200万円。2021年10月竣工。2022年1月15日に開館。あづみ野テレビ(ANC)がネーミングライツを取得、期間は2022年1月1日から2026年度末までとなっている。
メインアリーナには、安曇野市産のカラマツが使用され、吸音に優れた設計となっている。広さ約30,000平方メートルの敷地には広大な駐車場や芝生の広場が整備されている。また防災倉庫や、指定避難所、支援物資集積場所など、防災施設としての機能を兼ね備えている。2018年よりV.LEAGUEに参入したVC長野トライデンツがホームゲームに使用している。

## 施設
屋内
- メインアリーナ（1,828㎡、観覧席996席 多目的観覧席8席、有効天井高12.5ｍ）
  - バスケットボール 2面
  - バスケットボール（センターコート） 1面
  - 9人制バレーボール 2面
  - 6人制バレーボール（ローカル） 3面
  - 6人制バレーボール（公式） 2面
  - 6人制バレーボール（センターコート） 1面
  - バドミントン 10面
  - 卓球 32面
  - フットサル（センターコート） 1面
  - フットサル 2面
  - 空手 2面
  - 空手 １面
- サブアリーナ（687㎡、有効天井高9.5ｍ）
  - バスケットボール 1面
  - 6人制バレーボール 1面
  - バドミントン 3面
  - 卓球 15面
  - ソフトテニス 1面
- 柔剣道場（385㎡）
- トレーニングルーム兼多目的利用室（318㎡）
- 会議室（242㎡）
- 幼児体育室
- 応接室
- 展望広場

屋外
- ウォームアップひろば
- フラットひろば
- 多目的ひろば
- スケートボードひろば

駐車場の収容台数は最大221台、臨時駐車の台数は最大330台

## 利用時間
- 利用時間：9時から21時
- 休館日：第1・第3火曜日、年末年始(12月29日から翌年1月3日)

## 交通アクセス
- 長野自動車道
  - 梓川SIC上り線から 約1.7km
  - 安曇野ICから 約3.5km
- JR東日本
  - 大糸線中萱駅から 約1.7km
  - 篠ノ井線田沢駅から 約5km